# 9822 Hajduková
9822 Hajduková è un asteroide della fascia principale. Scoperto nel 1971, presenta un'orbita caratterizzata da un semiasse maggiore pari a 2,3646110 au e da un'eccentricità di 0,1592631, inclinata di 3,04136° rispetto all'eclittica.
L'asteroide è dedicato all'astronoma slovacca Mária Hajduková.